# Hyde Park, Berks County, Pennsylvania
Hyde Park är en ort i Berks County i delstaten Pennsylvania, USA.